# Philodendron callosum
Philodendron callosum är en kallaväxtart som beskrevs av Kurt Krause. Philodendron callosum ingår i släktet Philodendron och familjen kallaväxter.

## Underarter
Arten delas in i följande underarter:
- P. c. callosum
- P. c. ptarianum